# Deportation von Juden aus Deutschland
Die systematische Deportation von Juden aus Deutschland in den Osten begann Mitte Oktober 1941, also noch vor dem 20. Januar 1942, dem Tag der Wannseekonferenz. Quellen weisen darauf hin, Adolf Hitler habe diese Entscheidung um den 17. September 1941 herum getroffen. Die aus dem Deutschen Reich deportierten Juden wurden zumeist nicht unmittelbar am Zielort ermordet. Einzelne Transporte endeten 1942 zwar schon in den Vernichtungslagern Sobibor oder Maly Trostinez, die meisten der Deportierten wurden aber zunächst unter widrigen Lebensbedingungen in Ghettos oder Arbeitslagern gefangen gehalten. Viele starben dort, andere wurden später in die Vernichtungslager weitertransportiert und dort ermordet. Ab Ende 1942 fuhren die Züge auch ohne Umweg nach Auschwitz-Birkenau.
Bei den Deportationen in die Ghettos, Konzentrations- und Vernichtungslager im Osten und der so genannten „Endlösung“ kam zwei staatlichen Behörden (und ihren nachgeordneten Dienststellen) zentrale Bedeutung zu:
Die Abteilung IV B 4 des Reichssicherheitshauptamtes (RSHA) und die seit 1937 in das Reichsverkehrsministerium eingegliederte Deutsche Reichsbahn, die für den Personen- und Güterverkehr im gesamten von den Nationalsozialisten beherrschten Europa zuständig war. Nur im engverzahnten Zusammenwirken dieser beiden staatlichen Behörden waren die Deportationen und der Massenmord überhaupt möglich. Ohne das Schienennetz, die Verfügbarkeit von Eisenbahnzügen und die zahllosen reibungslos funktionierenden Beschäftigten der Deutschen Reichsbahn wären die Transporte in die Vernichtungslager und der millionenfache Mord an den europäischen Juden, Sinti und Roma u. a. nicht durchführbar gewesen. Bei der Deportation von Juden aus Deutschland wirkten neben Gestapo-Beamten auch Zollbeamte, Gerichtsvollzieher, Verwaltungsbeamte, Fahrplangestalter, Polizisten als Wachpersonal und viele andere mit, deren „Beitrag“ für einen reibungslosen Ablauf unabdingbar war.

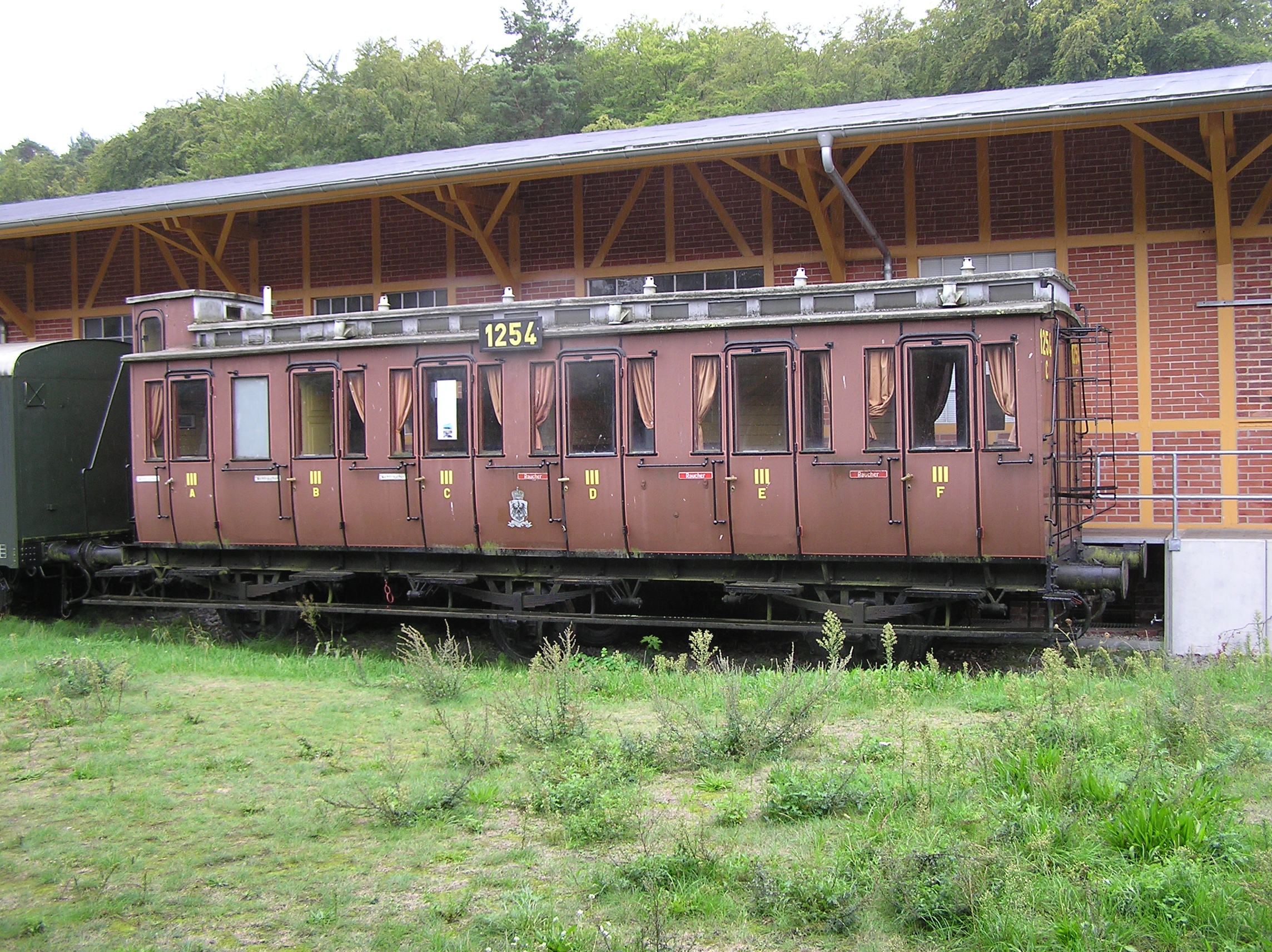
Die Reichsbahn setzte für die Deportation aus dem Deutschen Reich zunächst vielfach alte, aus dem 19. Jahrhundert stammende, Abteilwagen der 3. Klasse ein, damals jedoch in grüner Farbe.

Im amtlichen deutschen Schriftverkehr und in Richtlinien wurde der Begriff Deportation meist verharmlosend und scheinbar technisch umschrieben; die Juden wurden „abbefördert“, „ausgesiedelt“, „umgesiedelt“, „evakuiert“ oder „zur Abwanderung gebracht“, eine „Wohnsitzverlegung nach Theresienstadt“ durchgeführt und das Reich „von Juden geleert und befreit.“

## Frühe Deportationen

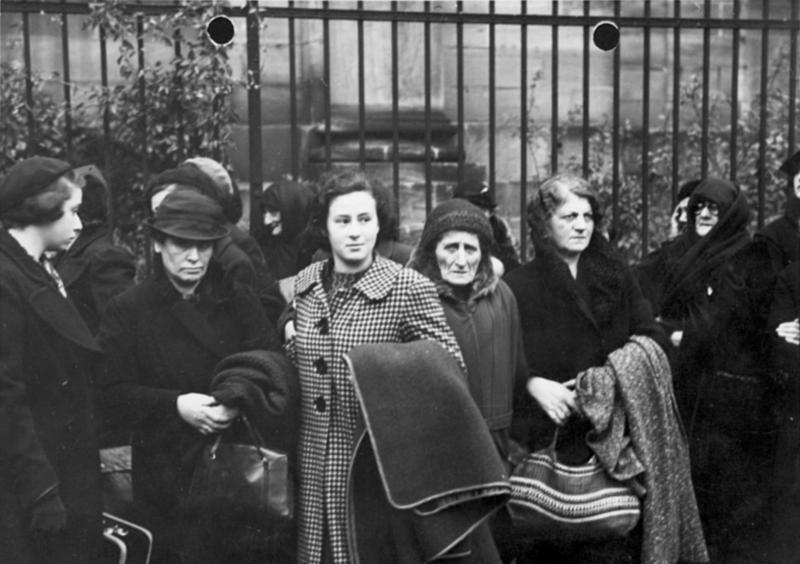
Ausweisung jüdischer Polen aus Nürnberg am 28. Oktober 1938, Aufnahme aus dem Bundesarchiv

Die frühesten Deportationen aus dem „Großdeutschen Reich“ betrafen Juden polnischer Staatsangehörigkeit. Bis zu 17.000 Juden wurden am 28. und 29. Oktober 1938 in der sogenannten Polenaktion mit bis zu 30 Sonderzügen an die polnische Grenze gebracht und dort über die Grenze abgeschoben. Diese erste nationalsozialistische Massendeportation, die im Zusammenspiel von Polizei, Reichsbahn, Finanzbehörden und Diplomatie ablief, kann als ein Musterbeispiel der späteren Judendeportationen gelten. Auf die logistische Zusammenarbeit mit der Reichsbahn griff der Sicherheitsdienst (SD) zurück, als er wenig später nach den Novemberpogromen 1938 mehr als 26.000 Juden in Konzentrationslager schaffen ließ.
Unter Federführung von Adolf Eichmanns „Zentralstelle für jüdische Auswanderung“ wurden im Oktober 1939 rund 4.000 Juden aus Wien, Mährisch-Ostrau und Kattowitz nach Nisko deportiert. Das Vorhaben, rund 65.000 Juden zu deportieren, wurde bereits Ende Oktober unterbunden und im Dezember 1939 von Reichsführer SS Heinrich Himmler „bis auf weiteres“ untersagt. In seiner Funktion als „Reichskommissar für die Festigung deutschen Volkstums“ räumte Himmler in den annektierten polnischen Gebieten der Ansiedlung Volksdeutscher den Vorrang ein.
Um Wohnraum für „baltendeutsche Rückwanderer“ zu schaffen, wurden im Februar 1940 rund 1.000 Juden aus dem Gau Pommern – hauptsächlich aus Stettin stammend – nach Lublin deportiert. Am Abend des 12. Februar suchten jeweils zwei SA-Männer die jüdischen Wohnungen auf, überwachten das Packen, löschten die Ofenfeuerung und versiegelten die Türen. Die genaue Vorgehensweise wurde in einem ausführlichen Merkblatt erläutert. Es ist umstritten, ob es sich dabei lediglich um eine Einzelaktion des Oberpräsidenten von Pommern handelte, die von der örtlichen Stapoleitstelle mitgetragen wurde, oder ob das Reichssicherheitshauptamt entgegen seiner Beteuerung gegenüber der Reichsvereinigung vorher davon informiert war.
Bei der Deportation von Juden aus Südwestdeutschland 1940 – nach den verantwortlichen NS-Gauleitern auch Wagner-Bürckel-Aktion benannt – wurden seit dem 21. und 22. Oktober 1940 mehr als 6.000 Juden aus Baden und der Saarpfalz in das Camp de Gurs in Frankreich deportiert. Dem besetzten Land wurde die Verpflichtung auferlegt, jüdische Personen aus besetzten Departements ins Landesinnere zu „übernehmen“. Bis Mitte September 1940 wurden so über 23.000 französische Juden und andere missliebige Franzosen aus den besetzten Gebieten deportiert. Die Juden aus Baden und Saarpfalz wurden von den Gauleitern „mitgeschickt“. Adolf Eichmann war persönlich anwesend, um die Züge über die innerfranzösische Demarkationslinie zu geleiten. Nach Auffassung des Historikers Peter Steinbach hatte die Deportation der Juden aus Südwestdeutschland paradigmatischen Charakter für die späteren Deportationen aus ganz Deutschland; die „Judenaktion in Baden und in der Pfalz“ sei von langer Hand vorbereitet worden und habe eine Art „Masterplan“ geliefert.
Im Februar und März 1941 wurden rund 5.000 Juden aus Wien „in Anbetracht der besonders gelagerten Verhältnisse“, nämlich dem beklagten Wohnraummangel in Wien, mit fünf Transporten in das Generalgouvernement geschafft. Von ihnen überlebten nur 70 Personen das Kriegsende.
In diesen Fällen ergriffen meist Gauleiter eine günstige Gelegenheit, Juden aus ihrem Gebiet fortzuschaffen; die systematische Verschleppung der deutschen Juden setzte aber erst später ein. Für die Organisation und technische Durchführung der folgenden Massendeportation hatten Heinrich Müller und Adolf Eichmann schon wesentliche Erfahrungen gesammelt. Organisationsabläufe wurden verfeinert und in Merkblättern festgehalten; Ministerien erarbeiteten Verordnungen zum Reichsbürgergesetz, so dass Deportierte die deutsche Staatsangehörigkeit verloren und ihr Vermögen unkompliziert eingezogen werden konnte.

## Massendeportation aus dem Deutschen Reich

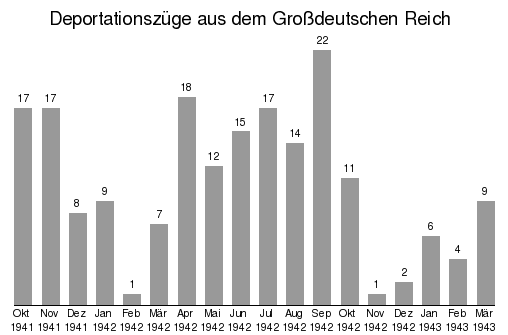
Zur Datierung der 190 Züge mit mehr als 700 Personen – hierbei nicht aufgeführt ca. 400 kleinere Transporte zwischen Mai 1942 bis April 1945

Bis zum Erlass vom 18. Oktober 1941, durch den Heinrich Himmler mit Wirkung vom 23. Oktober allen Juden die Genehmigung zur Auswanderung untersagte, hatten mehr als 265.000 Juden – die Reichsvereinigung nannte die Zahl von 352.686 Personen – das „Altreich“ verlassen. Im „Altreich“ lebten Ende Oktober 1941 noch 150.925 als Juden definierte Personen, darunter überproportional viele Frauen und Alte. Nachweislich wurden 131.154 dieser deutschen Juden deportiert. Zudem wurden fast 22.000, die zuvor in benachbarte Länder geflohen waren, später inhaftiert und verschleppt.
Mit dem 15. Oktober 1941 begannen die systematischen Massendeportationen deutscher Juden in den Osten. Im September 1942 befanden sich nur noch 75.816 Juden im „Altreich“. Mit der „Fabrikaktion“ im März 1943 war die Massendeportation abgeschlossen. Rund 15.000 Juden blieben zunächst von der Deportation verschont, da sie in Mischehe lebten oder sich versteckt gehalten hatten.

### Zuständigkeiten
Mit dem Gesetz zur Neuregelung der Verhältnisse der Reichsbank und der Deutschen Reichsbahn vom 10. Februar 1937 änderte sich der Name von Deutsche Reichsbahn-Gesellschaft (DRG) in „Deutsche Reichsbahn“ (DR), die organisatorisch dem Reichsverkehrsministerium angegliedert wurde. Damit war das Schienentransportwesen direkt unter die Hoheit des Reiches gestellt.
Nach dem Überfall auf Polen 1939 wurden die annektierten Teile Polens den Reichsbahndirektionsbezirken Oppeln und Breslau sowie den neu gegründeten Reichsbahndirektionen Danzig und Posen zugeschlagen; für den deutsch besetzten Teil Polens war die „Generaldirektion der Ostbahn – Gedob“ zuständig. Ab Januar 1942 übernahm das Reichsverkehrsministerium die Organisation des Bahnverkehrs im besetzten Teil der Sowjetunion (Generaldirektion Osten mit Sitz in Warschau). Im Reichssicherheitshauptamt (RSHA) war das Referat IV B 4 von Adolf Eichmann bei der Bestellung von Zügen beteiligt; für die Reichsbahn waren das Referat 21 „Massenbeförderung“ mit der Abteilung 211 „Reisesonderzüge“ zuständig.
Von Eichmanns Referat wurden die Sonderzüge oft sechs Wochen vorher angefordert und von der Reichsbahn in aller Regel wunschgemäß bereitgestellt. Im Dezember 1941 und 1942 wurden die Deportationstransporte reduziert, weil die Wehrmacht alle Kapazitäten für Weihnachts-Urlaubszüge beanspruchte. Eine allgemeine Transportsperre, die zur Vorbereitung der Sommeroffensive 1942 von der Wehrmacht verlangt wurde, bremste das Tempo der Deportationen, verhinderte sie aber nicht.

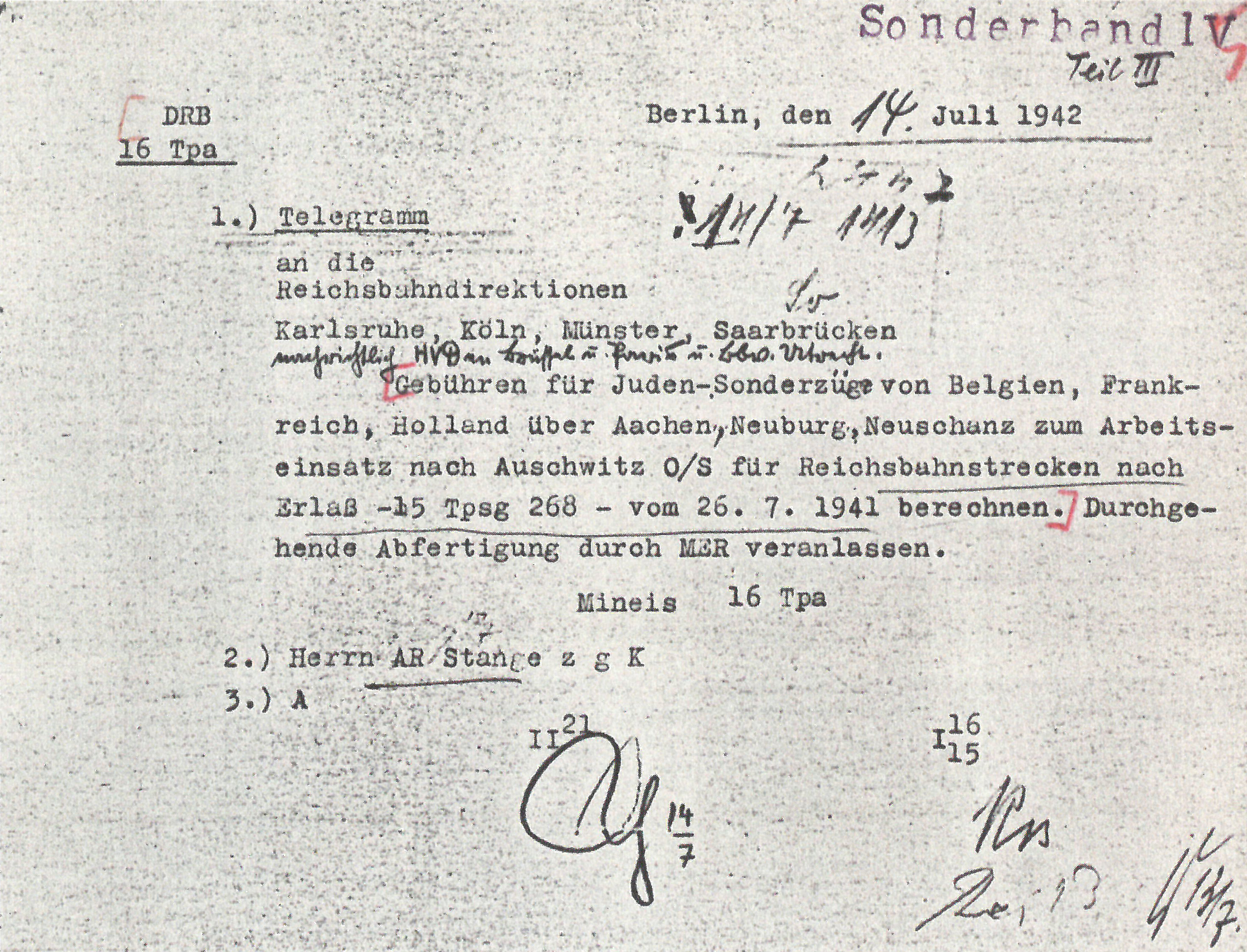
Reichsbahn-Telegramm vom 14. Juli 1942 über Gebühren für „Juden-Sonderzüge“ nach Auschwitz

Am 26. Juli 1941 erließ die zuständige Abteilung E I im Reichsverkehrsministerium unter dem Ministerialdirektor Paul Treibe einen Sondertarif für Massentransporte von „Juden und fremdvölkischen Personen zur Aussiedlung aus dem Deutschen Reich“. Danach sollte mit 2 Reichspfennig je Kilometer „der halbe Fahrpreis 3. Klasse“ erhoben werden. Dieser Preis sollte auch für den Verkehr außerhalb der Reichsgrenzen gelten und wurde später gleichermaßen für die Personenbeförderung mit Güterzugwagen berechnet. Diese Transporte waren bestenfalls kostendeckend und die Deutsche Reichsbahn erzielte damit keinen nennenswerten Gewinn.

### Die Reichsbahn und ihre Transportmittel
Für die ersten Deportationen der deutschen, österreichischen und tschechischen Juden in den Jahren 1941/1942 nach Litzmannstadt, Minsk, Kowno, Riga und in den Distrikt Lublin setzte die Reichsbahn regelmäßig Personenwagen ein. Auch für die ab Juni 1942 anlaufenden Massentransporte ins „Altersghetto“ Theresienstadt wurden jeweils für rund eintausend Personen rund 20 ältere Personenwagen dritter Klasse, einige gedeckte Güterwagen für Gepäck und ein Personenwagen zweiter Klasse für das Begleitkommando gestellt. Es folgten mehrere hundert zahlenmäßig kleinere, aber häufigere Transporte ins KZ Theresienstadt, für die die Reichsbahn jeweils ein oder zwei Personenwagen in fahrplanmäßige Züge nach Dresden und Prag ankoppelte.
Während im Osten Güterzüge mit durchschnittlich 3750 jüdischen Opfern als Passagiere rollten, wurden gedeckte Güterwagen innerhalb des Deutschen Reichs anfangs nur in wenigen Ausnahmefällen eingesetzt, um eine größere Anzahl nicht gehfähiger und liegend zu befördernder Kranker deportieren zu können. Der Einsatz von Personenwagen war nach Alfred Gottwaldt auf den Mangel an Güterwagen zurückzuführen; er vermutet aber überdies auch eine Täuschungsabsicht.
Der Nachschubbedarf und eingeräumte Vorrang von Militärtransporten führte zu Transportsperren, die aber nur geringfügige Verzögerungen bei der Deportation bewirkten. Zum Einsatz kamen im April 1942 auch „leere Russenzüge/Arbeitertransporte“ aus 20 umgebauten Güterwagen mit je 35 Sitzplätzen, die auf dem Rückweg für die Deportation genutzt werden sollten. Obwohl eigentlich nur für 700 Personen vorgesehen, sollten 1.000 Deportierte transportiert und zusätzlich Güterwagen bereitgestellt werden; auch das Begleitkommando sollte sich mit diesen Wagen begnügen.
Mit Sicherheit wurden ab Sommer 1942 auch in Deutschland mehrfach Güterzüge zu Deportationen eingesetzt; genaue Zahlen liegen nicht vor. Es gab einen speziellen Typ von „gedeckten Güterwagen“, der für Militärtransporte vorgesehen war; diese „Viehwaggons“ hatten Vorrichtungen für den Transport von sechs Pferden und konnten mit mobilen Bänken für 48 Soldaten ausgestattet werden. Davon abgesehen waren die Deportierten tagelang wie Vieh zusammengepfercht, so dass sich das Bild vom „Viehwaggon“ aufdrängt.
Die Reisegeschwindigkeit für Personen-Schnellzüge im Fernverkehr lag 1944 bei 50 Kilometern pro Stunde. Deportationszüge erreichten kaum die Hälfte dieser Durchschnittsgeschwindigkeit, da fahrplanmäßigen und Wehrmachtszügen durch Ausweichen und Abstellen des Judentransports auf Nebengleisen der Vorrang eingeräumt wurde.

### Deportationsbescheid
Die Gestapo gab mit ihren „Richtlinien für die Evakuierung von Juden“ Ort und Tag vor, an dem sich die zur Ausreise genötigten Juden zumeist „zur Durchschleusung“ in einem Sammellager einfinden mussten. Von der Deportation ausgenommen wurden im Juni 1942 zum Beispiel Personen ab einer bestimmten Altersgrenze (diese wurde manchmal mit 60, mit 65 oder gar 68 angegeben), Beschäftigte aus Rüstungsbetrieben, Juden aus „Mischehen“, „Geltungsjuden“, Träger hoher Tapferkeitsauszeichnungen sowie Juden bestimmter Staatsangehörigkeit. Ferner wurden die Höhe des mitgeführten Bargeldes beschränkt und das Höchstgewicht des Gepäcks auf 50 kg festgelegt. Das Gepäck sollte durchsucht und Wertgegenstände sollten beschlagnahmt werden. Mitzubringen waren eine Wolldecke und Verpflegung für acht Tage. Die zur Deportation bestimmten Juden mussten eine Vermögenserklärung abgeben; ihre Wohnungen wurden versiegelt.
Die Reichsvereinigung der Juden in Deutschland verfügte über eine Kartei, auf die die Gestapo neben ihrer eigenen „Judenkartei“ zugriff. Auch regionale Zweigstellen der Reichsvereinigung mussten Karteien nach den Kriterien der Nürnberger Rassengesetze aufbauen. Die jüdische „Mittelstelle“ in Württemberg beispielsweise hatte auf dieser Basis sogar Deportationslisten für die Stapoleitstelle Stuttgart zu erstellen. Die örtlichen Mitarbeiter der „Reichsvereinigung“ mussten bei der Zustellung der Deportationsbefehle helfen; sie stellten Merkblätter für das Reisegepäck zusammen, halfen beim Gepäcktransport und sorgten für Verpflegung in den Sammelstätten.

### Auffanglager
Als „Auffanglager“, in dem sich die zur „Evakuierung“ bestimmten Juden am Vortag der Abreise einzufinden hatten, dienten jüdische Gemeindehäuser, angemietete Säle oder Hallen, in denen manchmal Doppelstockbetten, manchmal nur Liegestühle oder Strohschütten für die Übernachtung bereitstanden. Finanzbeamte sammelten und überprüften die achtseitige Vermögenserklärung. Gemäß der eigens dazu geschaffenen 11. Verordnung zum Reichsbürgergesetz vom 25. November 1941 verlor jeder Jude „mit der Verlegung des gewöhnlichen Aufenthalts ins Ausland“ die deutsche Staatsangehörigkeit; zugleich fiel das Vermögen beim Überschreiten der Grenze an den deutschen Staat. Auch Auschwitz im besetzten Oberschlesien wurde wenig später als „Ausland im Sinne der Elften Verordnung“ eingestuft. Bei Deportierungen nach Theresienstadt, das dem Deutschen Reich als Protektorat eingegliedert war, konnte – wie auch bei Deportationen vor diesem Datum – nicht auf diese Bestimmung zurückgegriffen werden. Um den Schein einer Legalität zu wahren, wurden für Deportationen nach Theresienstadt Gerichtsvollzieher hinzugezogen, die den im Sammellager Wartenden eine förmliche Verfügung zustellten, die auf das „Gesetz über die Einziehung volks- und staatsfeindlichen Vermögens“ von 1933 zurückgriff. Der Reichsinnenminister legte in einem Erlass vom 30. Juni 1942 dar, dass die abzuschiebenden Juden allesamt „volks- und staatsfeindlichen Bestrebungen“ anhingen.
Außer Finanzbeamten, denen das Reichsfinanzministerium im November 1941 dafür unter der Tarnbezeichnung „Aktion 3“ Anweisungen erteilte, waren zahlreiche weitere Personen mit der Vermögensabwicklung beschäftigt: Banken erhielten Kopien der Transportlisten, um Sparguthaben restlos erfassen zu können. Schätzer, Auktionatoren und Spediteure wurden bei der Auflösung der Haushalte tätig. Kohlenhändler erhielten Nachricht über den eingelagerten Brennvorrat. Vermieter, die später Mietausfälle für die versiegelten Wohnungen geltend machten, reichten ihre Forderungen bei der Finanzverwaltung ein. In einer regionalen Studie werden 39 Ämter, Institutionen und Personen aufgeführt, die mittelbar oder unmittelbar an der Deportation beteiligt waren und – ganz wie bei formalen Verwaltungsakten – für Planung und Einhaltung der Vorgaben, für exakte Kostenabrechnung und den reibungslosen Ablauf sorgten.
Vor der Abreise gab es Leibesvisitationen und gründliche Gepäckkontrollen, bei denen sogar Brühwürfel und Briefmarken einbehalten wurden. Erlaubt war anfangs die Mitnahme von 100 Reichsmark; diese Summe wurde schon bald auf 50 Reichsmark reduziert und war als „Reichskreditkassenschein“ mitzuführen oder umzutauschen.
Zur Finanzierung, die auch die Bahnfahrt umfasste, musste beispielsweise die Kultusvereinigung Württemberg Ende 1941 von jedem Teilnehmenden 57,65 RM einsammeln. Wohlhabende Mitglieder sollten zugunsten Minderbemittelter eine Spende auf das „Sonderkonto W“ der Reichsvereinigung überweisen, auf das das RSHA Zugriff hatte.

### Fahrt

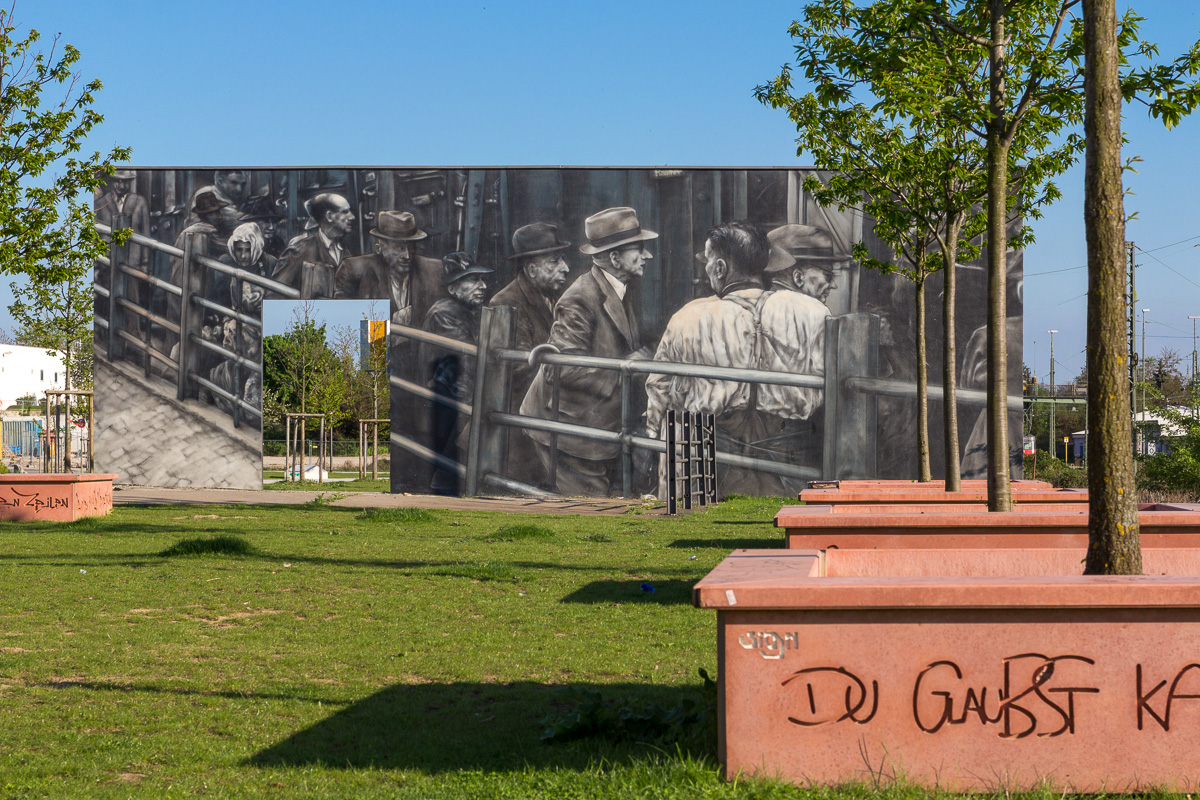
Deportationsmahnmal Schlachthoframpe am Hauptbahnhof in Wiesbaden

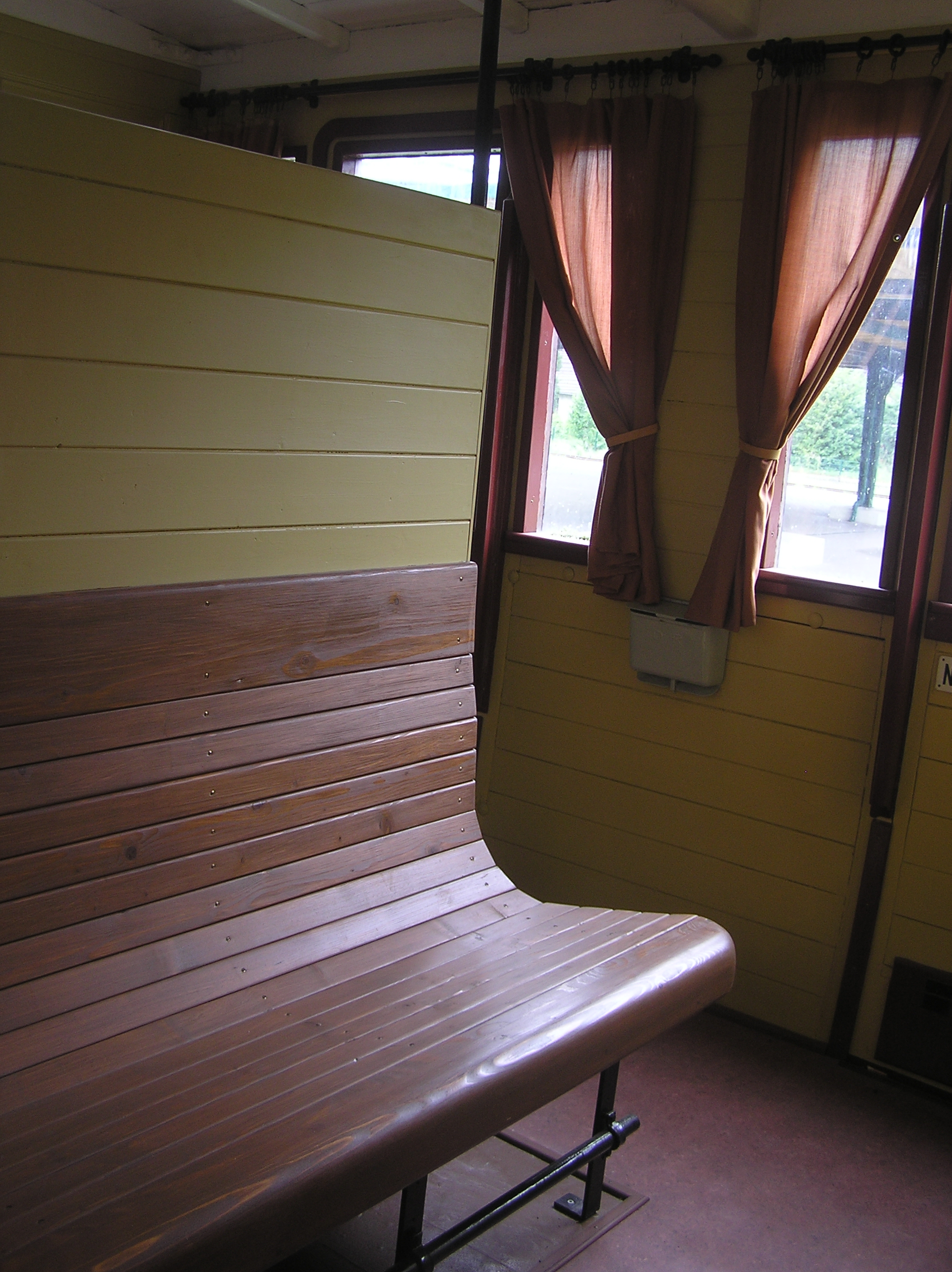
Blick ins Abteil 3. Klasse

Gemäß einer Vereinbarung mit der Sicherheitspolizei bewachte und begleitete die Ordnungspolizei die Transportzüge bis zum Bestimmungsziel; anfallende Kosten wurden von der Sicherheitspolizei an die Reichsbahn erstattet.
Als exemplarisch kann der vertrauliche Bericht des Transportleiters Paul Salitter gelten, der im Dezember 1941 mit 15 Polizisten einen Deportationszug von Düsseldorf nach Riga führte. Dieser Sonderzug mit Personenwagen sollte am 11. Dezember 1941 in Düsseldorf um 9:30 Uhr mit 1.007 jüdischen Menschen abfahren. Deshalb wurden sie bereits ab 4.00 Uhr an der Verladerampe „bereitgestellt“. Auf dem Weg vom Sammellager zur Rampe warf sich ein Mann vor die Straßenbahn, um Suizid zu begehen. Eine Frau, die sich in der Dunkelheit absondern konnte, wurde von einer Bahnangestellten entdeckt und denunziert.
Der Zug traf verspätet ein. Der Zeitdruck führte dazu, dass einzelne Wagen nur mit 35 Personen belegt, andere mit 60 bis 65 Personen überladen und Kinder von ihren Eltern getrennt wurden. Trinkwasser wurde nur unzureichend ausgegeben. In einigen Wagen fiel die Heizung aus. Der Zug traf nach 61-stündiger Fahrt um Mitternacht in Šķirotava vor Riga ein und blieb dort ungeheizt bei 12 Grad Frost eine Nacht lang stehen. Am nächsten Morgen übergab der Transportleiter „die mitgeführten RM 50.000 Judengelder“ in Form von Reichskreditkassenscheinen an den dortigen Gestapo-Beamten.

### Zielorte und Daten
Die Zielorte, Daten und Personenzahl der Deportationszüge, die deutsche Juden aus dem Reich in den Osten transportierten, sind weitgehend rekonstruiert und veröffentlicht worden. Meist sind auch das weitere Schicksal der Deportierten, die Zahl der Überlebenden oder die Umstände ihres Todes bekannt. Ältere, gebrechliche oder prominente Juden und solche mit besonderen Verdiensten im Ersten Weltkrieg wurden in das als „Altersghetto Theresienstadt“ bezeichnete Lager deportiert. Zuvor mussten sie Heimeinkaufsverträge abschließen und ihr Vermögen dabei weitgehend abtreten. Dies schützte sie aber nicht vor unzureichenden Lebensbedingungen und einer „Verlegung nach Auschwitz“.
Die Forschung unterteilt diese Deportationen in verschiedene Phasen. Vom 15. Oktober 1941 bis Anfang November transportierten zwanzig Züge rund 20.000 Juden aus den Großstädten Wien, Prag, Frankfurt am Main, Berlin und Hamburg nach Łódź. Von ihnen starben bis Jahresende 1942 mehr als 4.200 im Ghetto.
Die folgenden sieben Transporte mit 7.000 Personen aus Hamburg, Bremen, Düsseldorf, Frankfurt/Main, Berlin, Brünn und Wien wurden nach Minsk geleitet; von ihnen überlebten nur fünf Personen den Krieg. Weil das Ghetto Minsk überfüllt war, gingen zwischen dem 17. und 25. November 1941 fünf Deportationszüge nach Kaunas, die Deportierten stammten aus Berlin, München, Frankfurt/Main, Wien und Breslau. Diese fast 5000 Juden wurden von Einsatzgruppen und ihren litauischen Helfern im Neunten Fort von Kauen noch im November 1941 ermordet. Diese Massenerschießung wird als Eigenmächtigkeit von Friedrich Jeckeln und Karl Jäger gedeutet.
Vom 27. November 1941 bis zum Beginn einer Transportsperre am 15. Dezember wurden weitere zehn Züge nach Riga weitergeleitet. Das Ghetto von Riga war gleichfalls überfüllt; es wurde alsbald „freigemacht“, indem man rund 27.500 einheimische Juden ermordete. Ein Transportzug aus Berlin traf vorzeitig am 30. November 1941 bei Riga ein; alle 1.053 Insassen wurden im Wald von Rumbula erschossen; diese eigenmächtig von Jeckeln angeordnete Tötung von deutschen Juden wurde von Himmler gerügt. Im Januar 1942 fuhren weitere neun Deportationszüge mit durchschnittlich 1.000 Juden nach Riga. Danach leitete das Reichssicherheitshauptamt noch fünf Transporte zwischen dem 18. August und dem 26. Oktober 1942 nach Ríga.
Zwischen März und Oktober 1942 wurden über 45.000 Juden aus dem Deutschen Reich in Durchgangsghettos am Ostrand des Generalgouvernements oder nach Warschau deportiert. In einem „Judenaustausch“ – so die Bezeichnung der Täter – wurden die einheimischen Juden aus Lublin ins Vernichtungslager Belzec geschafft, um Platz für die „Reichsjuden“ zu schaffen. Erstmals im Mai 1942, zunehmend ab Mitte Juni 1942 wurden die Juden aus Deutschland auch direkt oder über Theresienstadt in Vernichtungslager verschleppt. 17 Transporte zwischen Mai und September 1942 gingen nach Minsk oder aber sofort zur nahegelegenen Vernichtungsstätte Maly Trostinez. Von Wien und Berlin aus fuhren im Jahre 1942 fünf große Deportationszüge nach Auschwitz.
Zahlreiche Deportationszüge hatten von Juni 1942 an bis zum April 1945 das „Altersghetto“ Theresienstadt zum Ziel, dabei überwogen jedoch „Koppelzüge“ mit ein paar Wagen, die kaum mehr als einhundert gebrechliche ältere Juden mitführten. Im selben Zeitraum fuhren aber auch mehrfach Züge von Theresienstadt ab und brachten ihre menschliche Fracht nach Treblinka und Auschwitz. Für die ersten beiden dieser Züge waren 21 Personenwagen bestellt; sie wurden mit mehr als 2.000 Personen völlig überladen.
Zwischen 1943 und 1945 wurden nur noch das Vernichtungslager Auschwitz und das KZ Theresienstadt als Zielorte der Deportationszüge aus dem Deutschen Reich gewählt. Die Massendeportation jüdischer Deutscher in ganzen Zügen wurde Ende März 1943 mit den Verhaftungen am Arbeitsplatz in der Fabrikaktion beendet. Amtlich registriert lebten im Reichsgebiet noch 31.897 Juden, darunter mehr als 18.500 in Berlin. Es folgten noch mehr als 200 Transporte, oft nur mit wenigen Personen. In der Regel handelte es sich dabei um ältere Juden, die ins „Altersghetto Theresienstadt“ deportiert wurden. Für derartige Transporte, bei denen einzelne Kurswagen an planmäßigen Zügen mitliefen, war das Reichsverkehrsministerium nicht zuständig. Aus Berlin gingen ab Juli 1942 mehrmals monatlich Transporte mit jeweils 100 Opfern vom Anhalter Bahnhof via Theresienstadt letztlich auch in die Todeslager ab.
Im Februar und März 1945 kam es zur Deportation von 2.600 jüdischen Ehepartnern, die bislang im Schutz einer „Mischehe“ verschont geblieben waren, ebenfalls ins Ghetto Theresienstadt. Diese reichsweit geplante Aktion wurde in der Endphase des Krieges abgebrochen; fast alle dieser Deportierten überlebten wegen des Kriegsendes.

## Deportationszüge im Osten

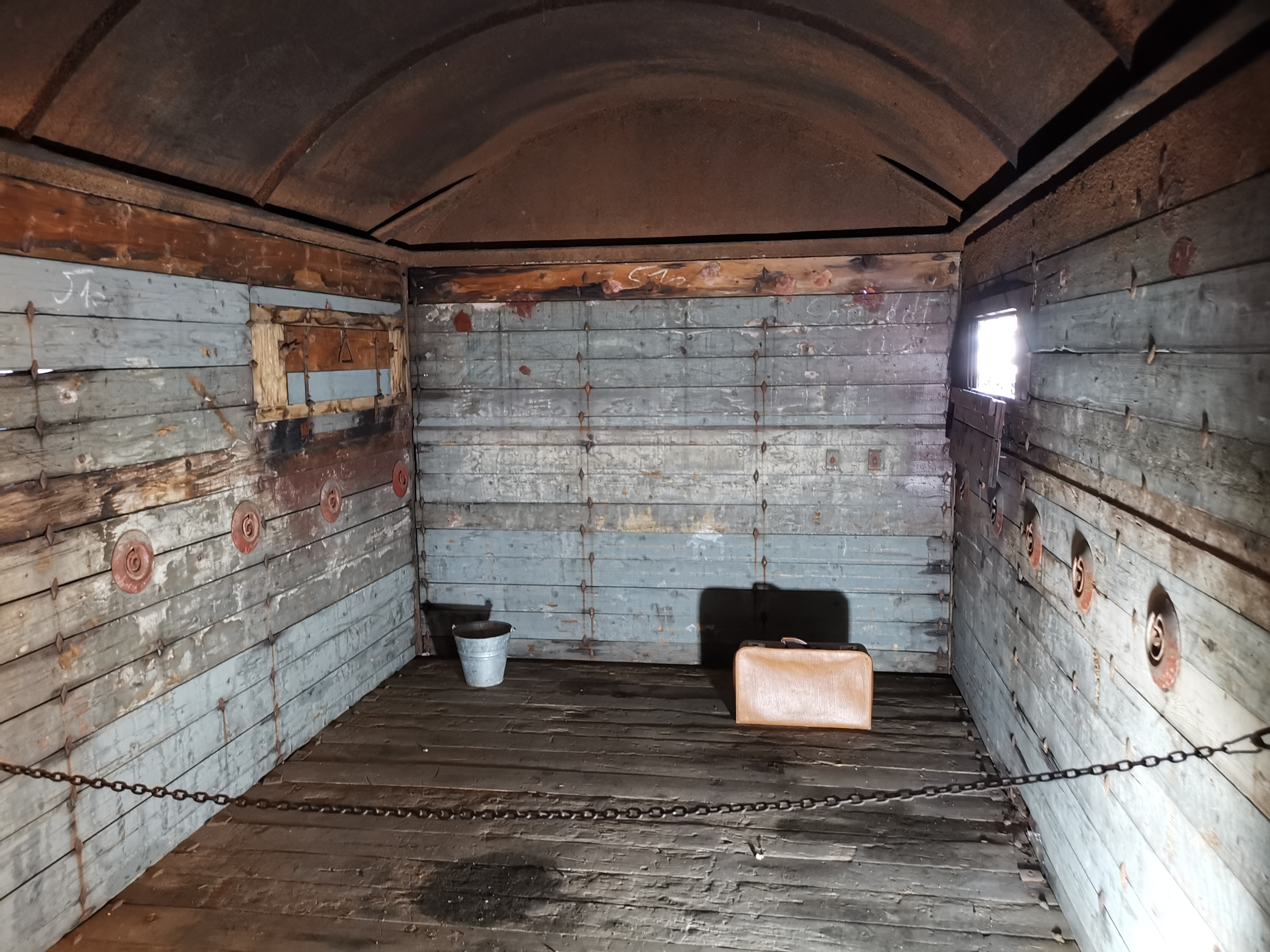
Waggon in einem Bereich des Bahnparks Augsburg

Im Frühjahr 1942 war das Vernichtungslager Belzec fertiggestellt, Sobibor und Treblinka folgten im Sommer 1942. Die Reichsbahn führte den Transport aus den Lagern und Ghettos zu den Vernichtungslagern mit Güterwagen durch. Auch über weite Entfernungen wurden bei Deportationen im Osten – etwa aus Rumänien und Ungarn – fast ausschließlich Güterwagen eingesetzt. Hier stimmt die Wirklichkeit mit der „kollektiven Erinnerung“ überein, die durch ikonisierte Fotos von überfüllten gedeckten Güterwagen bestimmt wird.

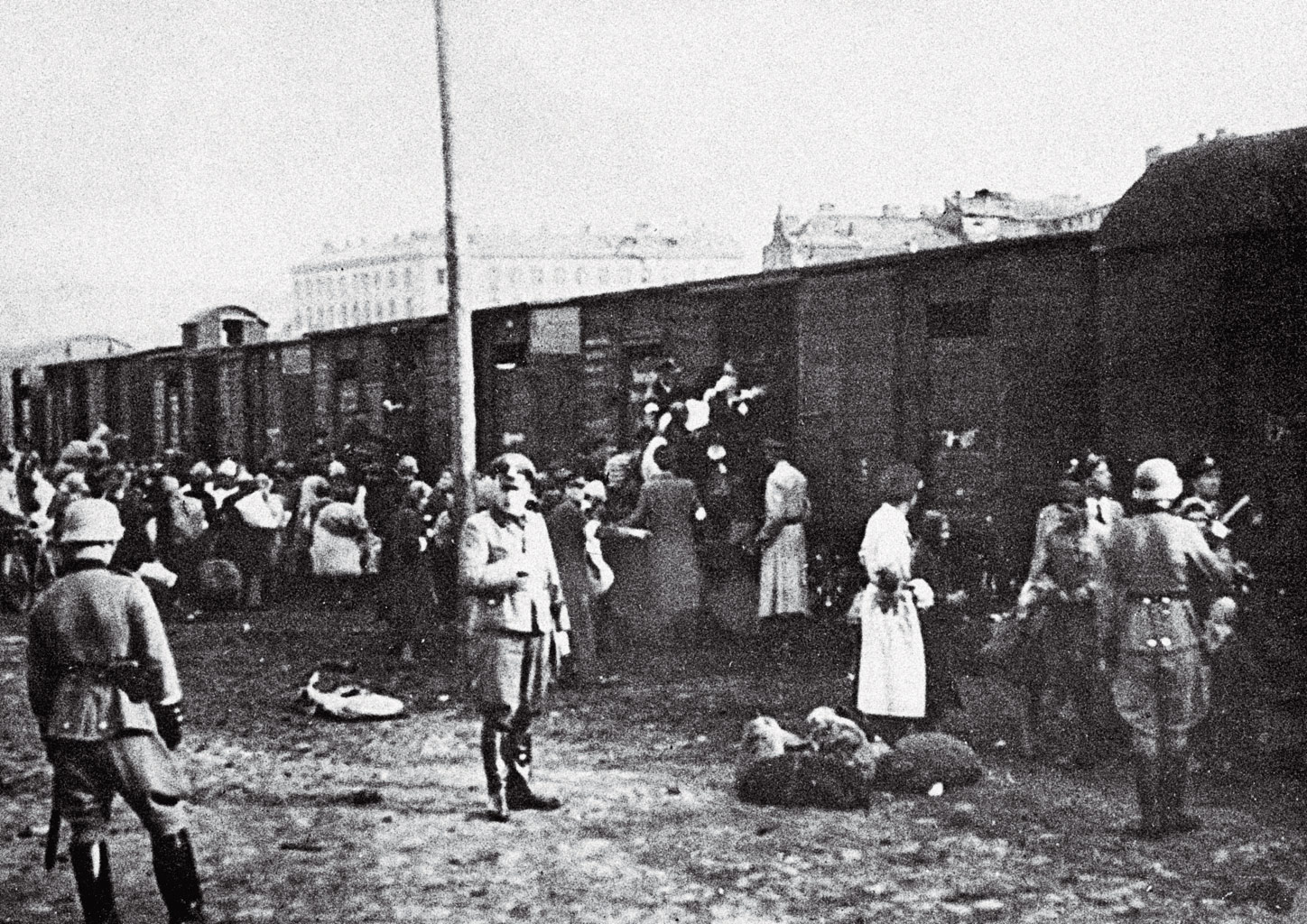
Juden bei der Verladung in Züge mit Güterwagen am Umschlagplatz Warschau

Vertreter der Reichsbahn nahmen im September 1942 an einer „Konferenz betreffend die Evakuierung der Juden des Generalgouvernements und die Verschickung der Juden Rumäniens in das Generalgouvernement“ teil. Insgesamt 800.000 Juden sollten deportiert werden. Vom Chef der Sicherheitspolizei und des SD wurden dringlich angefordert
- zwei Züge pro Tag vom Distrikt Warschau nach Treblinka,
- ein Zug pro Tag vom Distrikt Radom nach Treblinka,
- ein Zug pro Tag vom Distrikt Krakau nach Belzec und
- ein Zug pro Tag vom Distrikt Lemberg nach Belzec.

Nach Wiederinstandsetzung von Gleisen sollten ab November täglich drei weitere Züge nach Sobibor und Belzec verkehren. Insgesamt standen jedoch nur 22 Güterwagen bereit. Erst nach der Kartoffelernte würden weitere Waggons zur Verfügung stehen.
Von diesen Massenmorden wurden auch die deutschen und österreichischen Juden nicht ausgenommen, die vordem in die Durchgangslager („Ghettos“) bei Lublin deportiert worden waren. Auch die deutschen Juden von vier großen und mehreren kleinen Transporten nach Warschau wurden in die Vernichtungsaktion einbezogen. Zwischen Warschau und dem Vernichtungslager Treblinka, auf einer Strecke von 80 km, entstand technisch betrachtet nachgerade ein „Pendelverkehr“.

## Nachkriegsprozesse und Aufarbeitung
Deportationen standen am Anfang und als conditio sine qua non der Vernichtung der deutschen Juden, da die Verantwortlichen davor zurückschreckten, den Massenmord in Deutschland selbst durchzuführen.

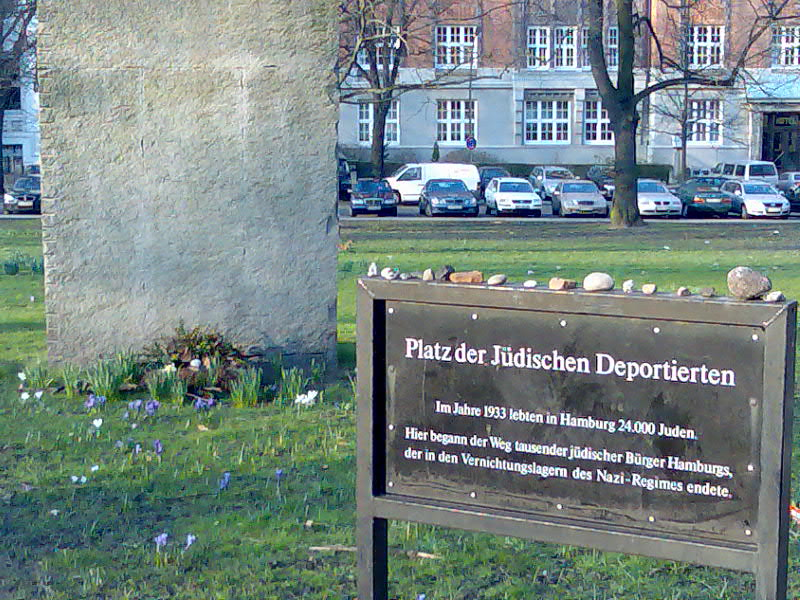
Platz der jüdischen Deportierten in Hamburg: Mahnmal und Erinnerungstafel

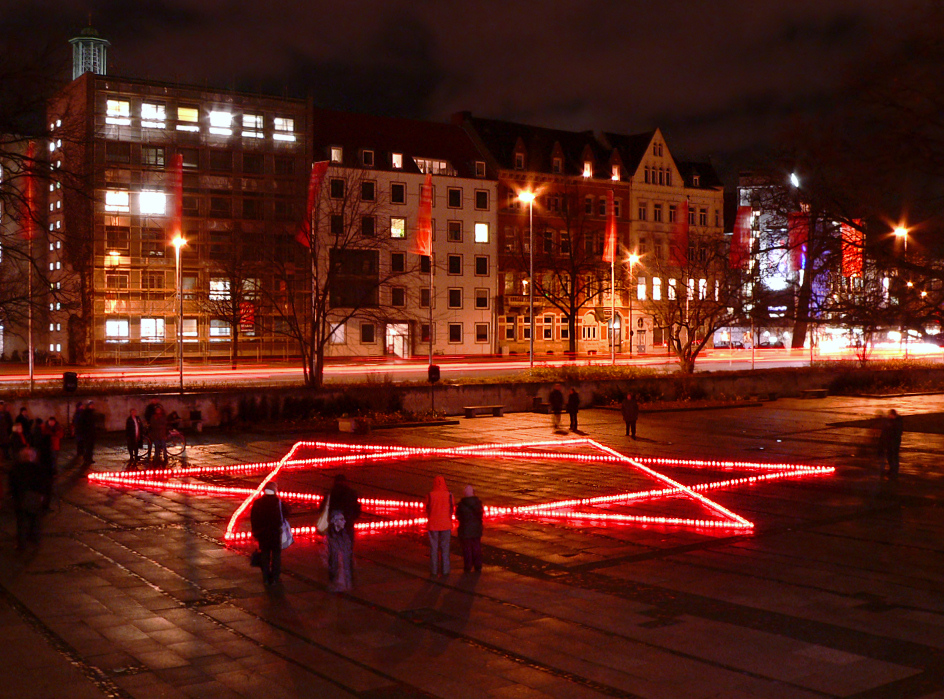
1001 entzündete Kerzen als Davidstern für 1001 Deportierte auf dem Trammplatz in Hannover zum 70. Jahrestag der ersten Deportation

Erst spät standen die Deportationen im Zentrum deutscher Strafverfahren. In dreizehn westdeutschen Verfahren und sechs ostdeutschen Prozessen mussten sich rund 60 höhere Gestapo-Dienstgrade dafür vor Gericht verantworten.
Von den Angeklagten, die in Ostdeutschland vor Gericht gezogen wurden, wurden zehn Personen zu hohen Haftstrafen verurteilt. Die Richter gingen davon aus, dass die Rechtswidrigkeit der Deportationen offensichtlich war und die Angeklagten ihre Tätigkeit aus Überzeugung, aus Gleichgültigkeit oder ihrer Karriere willen ausgeübt hatten. Die Prozesse begannen erheblich früher als in der Bundesrepublik Deutschland, doch gab es auch in der DDR Verfolgungsdefizite und die Leiter vieler Gestapo-Leitstellen blieben unbehelligt.
Meist nahmen westliche Strafverfolgungsbehörden ihre Ermittlungen verspätet auf. Delikte wie Freiheitsberaubung und Totschlag waren bereits verjährt. Von westdeutschen Gerichten wurden 38 Angeklagte freigesprochen. Neun Beschuldigte wurden verurteilt, zwei erhielten eine Haftstrafe von mehr als sechs Jahren, einer wurde zu lebenslanger Haft verurteilt. Die meisten Angeklagten argumentierten, sie hätten vom Völkermord nichts gewusst (vgl. Zeitgenössische Kenntnis vom Holocaust), sie machten einen Befehlsnotstand geltend oder beteuerten, sie hätten seinerzeit die Unrechtmäßigkeit ihres Handelns nicht erkannt.
Der Staatssekretär im Reichsverkehrsministerium Albert Ganzenmüller war 1945 aus dem Internierungslager nach Argentinien geflüchtet. Sein Entnazifizierungsverfahren wurde verschleppt; Ganzenmüller kehrte 1955 zurück und arbeitete bis 1968 als Transportfachmann bei der Hoesch AG in Dortmund. 1957 ermittelte die Strafverfolgungsbehörde gegen ihn; Anlass war ein aufgefundener belastender Briefwechsel über „Judentransporte“. Die Ermittlungen wurden mehrfach eingestellt, führten aber 1973 doch zur Anklage: Ganzenmüller habe wissentlich Beihilfe zum Mord geleistet. Damit kam es 28 Jahre nach Kriegsende zum ersten Verfahren gegen hochrangige Reichsbahnangehörige. Zu einer Verurteilung kam es nicht; Ganzenmüller wurde auf Dauer verhandlungsunfähig.
Wer in anderen Funktionen, als Verwaltungsangehöriger oder Bürgermeister, in die Deportationen verstrickt war, blieb meist unbehelligt und kam straflos davon.
Die französische Bahngesellschaft SNCF verstrickte sich unter der Vichy-Regierung in die Durchführung von Deportationen. Mit einer Ausstellung stellte sie sich ihrer Geschichte, lehnte jedoch Entschädigungsansprüche ab. Die Deutsche Bahn sträubte sich lange, Flächen für eine entsprechende Ausstellung bereitzustellen oder andere Lösungen zu finanzieren. Erst nach Intervention von Bundesverkehrsminister Wolfgang Tiefensee wurde die Wanderausstellung „Sonderzüge in den Tod“ im Januar 2008 im Berliner Bahnhof Potsdamer Platz eröffnet.
Am 29. September 2005 entschuldigte sich die staatliche Eisenbahngesellschaft der Niederlande Nederlandse Spoorwegen für die Beteiligung an der Judendeportation.

## Mahnmale, Ausstellungen

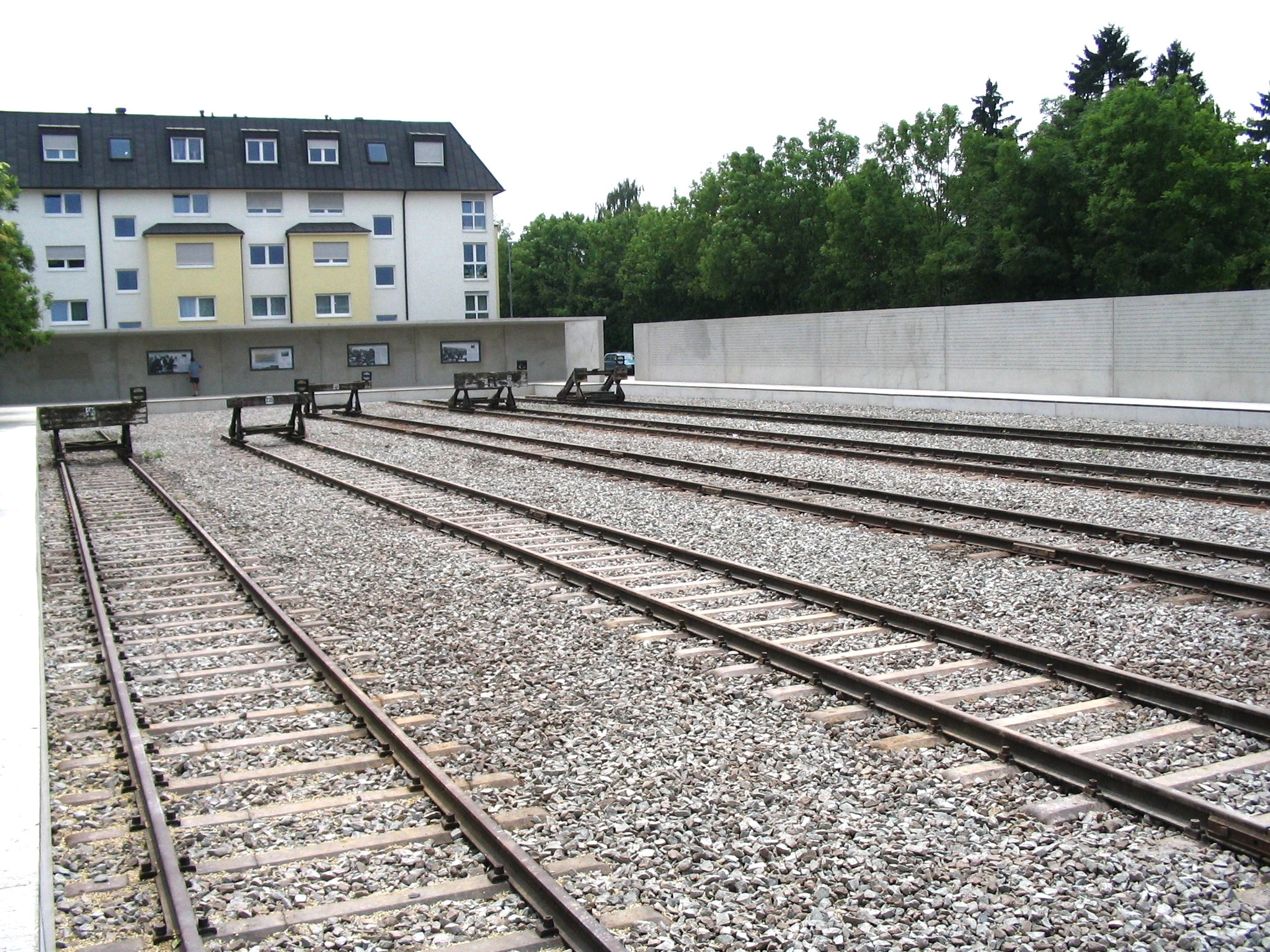
Die Gedenkstätte am Nordbahnhof Stuttgart zählt zu den wenigen größeren Gedenkstätten direkt auf Bahngelände in Deutschland

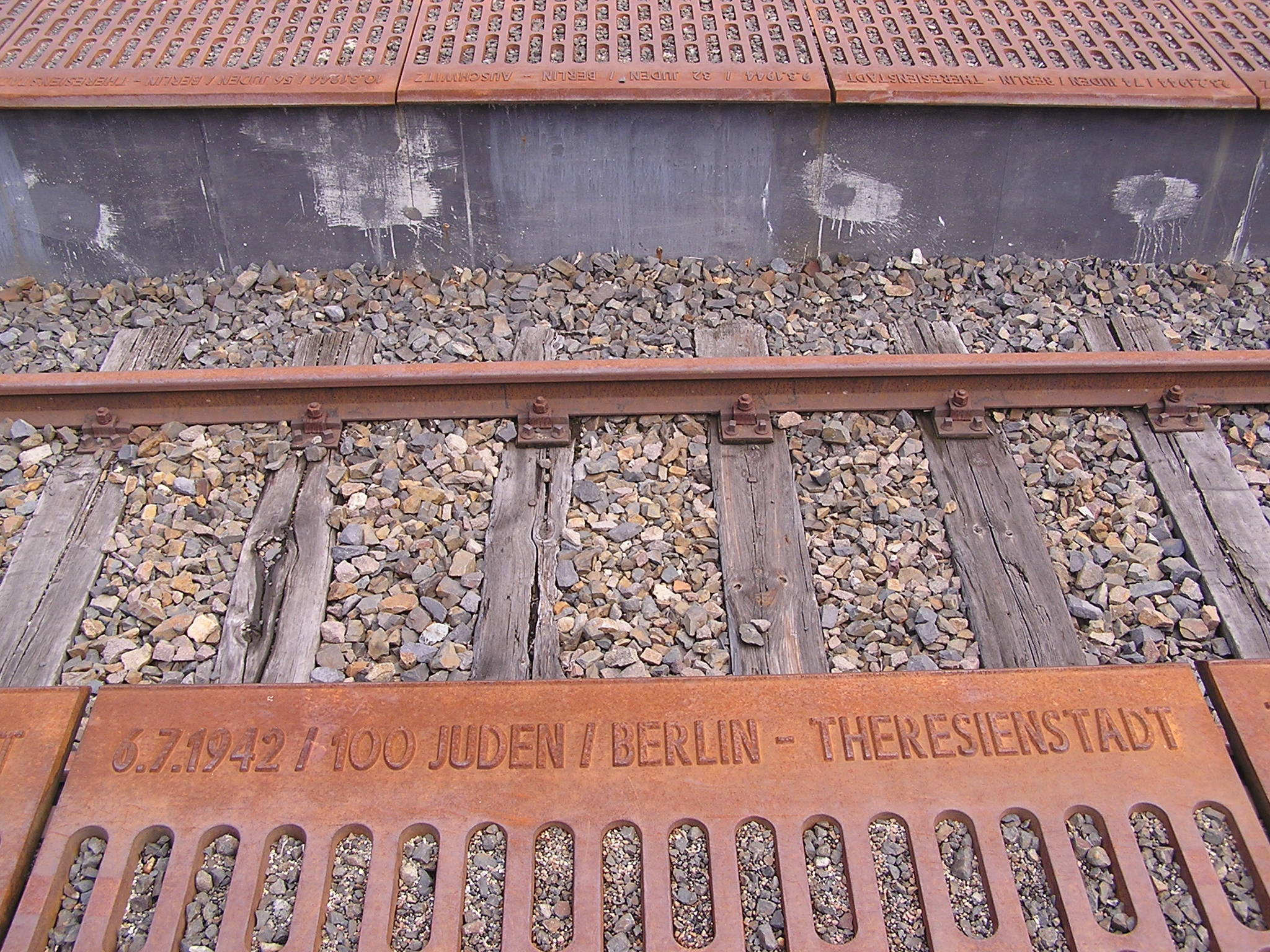
Detail des Berliner Mahnmals „Gleis 17“

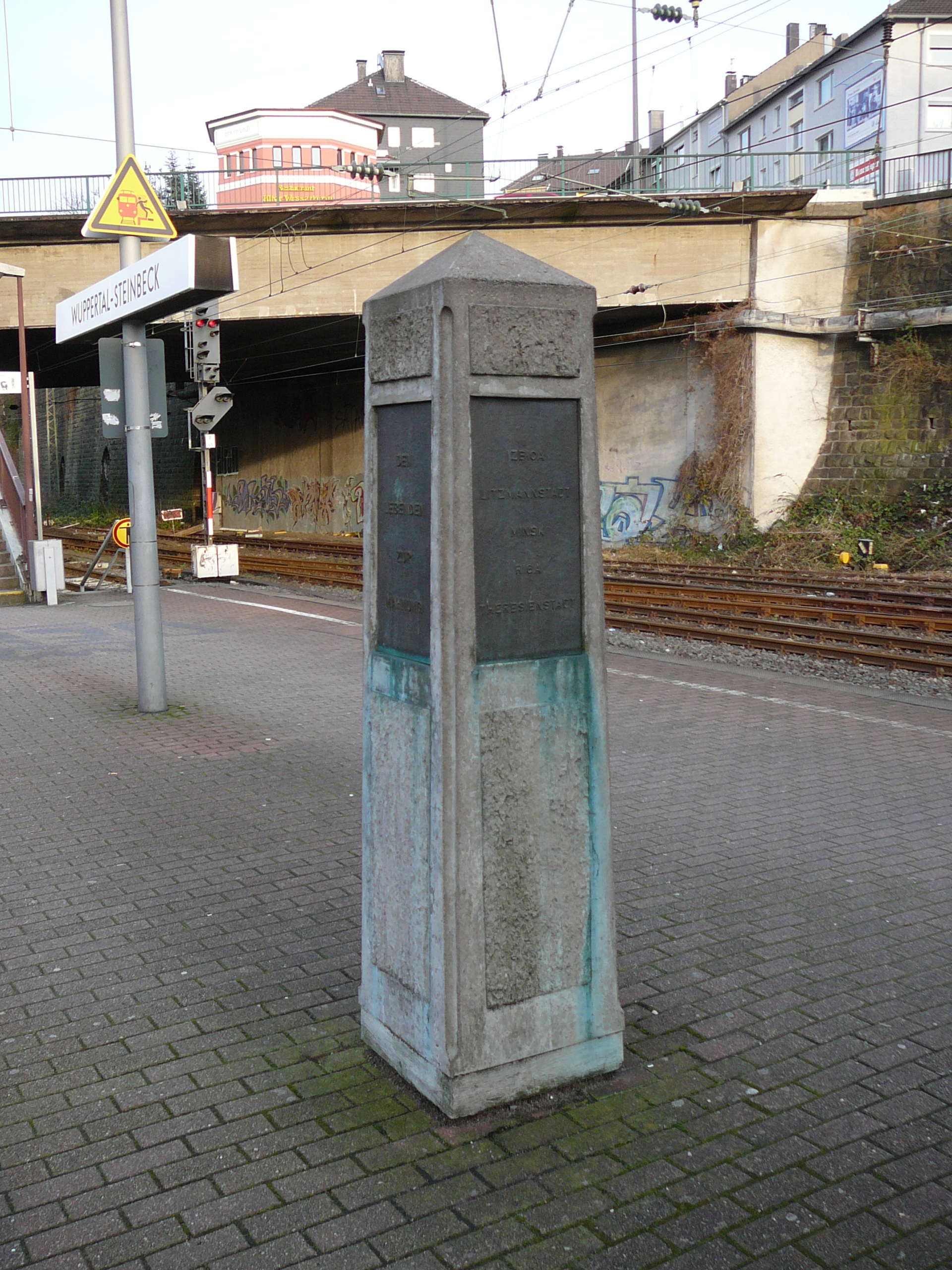
Der Obelisk zum Gedenken an die fünf Wuppertaler Judendeportationen auf dem Bahnhof Steinbeck

„Sonderzüge in den Tod“ ist der Titel einer Wanderausstellung, die an die Reichsbahn-Transporte in die nationalsozialistischen Lager erinnert. Sie wurde 2006 in Frankreich und 2008 (in veränderter Form) in Deutschland in ca. 10 Bahnhöfen gezeigt. Die von der Deutschen Bahn in Zusammenarbeit mit Beate und Serge Klarsfeld gemeinsam mit einer Bürgerinitiative konzipierte Ausstellung integriert Elemente aus der Ausstellung „Enfants juifs déportés de France“, die über drei Jahre auf Bahnhöfen der französischen SNCF gezeigt wurde.
„Zug der Erinnerung“ heißt eine einmalig über deutsche Schienen „rollende Ausstellung“, die 2007, 2008 und 2009 an die Deportation von mehreren hunderttausend Kindern aus Deutschland und dem übrigen Europa auf dem Schienennetz, mit dem Personal und rollendem Material der damaligen Reichsbahn in die deutschen Konzentrations- und Vernichtungslager erinnerte. Durch den Fokus auf eine Gruppe von Opfern soll der jungen Generation die innerliche Identifizierung mit den Opfern der Shoa erleichtert werden. Die Fahrt des Zugs begann am 9. November 2007 in Frankfurt am Main. Das Datum verwies auf die Verfolgungsmaßnahmen im Deutschen Reich. Es folgte eine etwa 3.000 Kilometer lange Fahrt durch Städte und zu den Bahnhöfen der SS-Deportationen.
Das Unternehmen DB, Rechtsnachfolger der DR, verweist auf seine 2002 eingerichtete Dauerausstellung zur Rolle der Reichsbahn im Zweiten Weltkrieg im DB-Museum Nürnberg (Verkehrsmuseum).
Das Deutsche Technikmuseum in Berlin porträtiert 12 Berliner Schicksale seit Oktober 2005 im Lokschuppen 2 im Rahmen einer Dauerausstellung „‚Judendeportationen‘ mit der Deutschen Reichsbahn 1941–1945“. Zentral ist dabei ein alter Güterwaggon zum „Transport von Vieh und nässeempfindlichen Gegenständen“ als Ausstellungsstück. Auch in anderen Gedenkstätten stehen sogenannte „Viehwaggons“ als Symbol von Deportation und Holocaust; sie können jedoch nicht als authentisches Relikt gelten. Weitere Mahnmale sind das Denk-Mal Güterwagen in Hamburg-Winterhude, die Gedenkstätte am Nordbahnhof Stuttgart, das Mahnmal Gleis 17 am Bahnhof Berlin-Grunewald, Deportations-Mahnmal Duisburg Hauptbahnhof und ein Güterwaggon im Bahnpark Augsburg.
Die Erinnerungsstätte an der Frankfurter Großmarkthalle (bei der EZB) wurde 2015 der Öffentlichkeit übergeben.

Eine Liste der Deportationszüge aus Wien mit den als Juden verfolgten Bürgerinnen und Bürgern zu den Konzentrations- und Vernichtungslagern, befindet sich im Artikel Mahnmal Aspangbahnhof (2017).

## Verwandte Themen
- Deportation von Juden aus Nürnberg
- Deportation von Juden aus Frankreich
- Deportation der Juden aus Ungarn (Absatz in Geschichtsartikel)
- Judenhäuser und -wohnungen waren eine Vorform der Ghettos.
- Der nicht umgesetzte Madagaskarplan von 1940 sah vor, vier Millionen europäische Juden nach Madagaskar zu deportieren.

## Dramatisierung im Film
- Der letzte Zug – ein Film von Artur Brauner, Regie von Joseph Vilsmaier – stellt das Schicksal der letzten jüdischen Berliner dar, die im April 1943 von Gleis 17 des Bahnhofs Berlin-Grunewald in die Auschwitz-Konzentrationslager deportiert werden.
- Spielzeugland (2007) – Kurzfilm, Regie Jochen Alexander Freydank